# Walter Simons
Walter Simons (ur. 24 września 1861 w Elberfeld, zm. 14 lipca 1937 w Poczdamie) – niemiecki prawnik i polityk. Minister spraw zagranicznych Niemiec (25 czerwca 1920 – 4 maja 1921), Prezes Sądu Najwyższego Rzeszy 1922–1929.
Studiował historię, filozofię, prawo i ekonomię na uniwersytetach w Strasburgu, Lipsku i Bonn. Od 1893 sędzia w Velbert. Następnie w Ministerstwie Sprawiedliwości Rzeszy (1905) i Auswärtiges Amt (1911). W październiku 1918 mianowany szefem Kancelarii Rzeszy. Był przewodniczącym delegacji niemieckiej na paryską konferencję pokojową, zrezygnował z przewodnictwa odmawiając podpisania traktatu wersalskiego.
Od 25 czerwca 1920 do 4 maja 1921 bezpartyjny minister spraw zagranicznych w gabinecie Konstantina Fehrenbacha. Reprezentował Republikę Weimarską na konferencji w Spa (lipiec 1920) i konferencji w Londynie (marzec 1921). Od 1922 do 1929 Prezes Sądu Najwyższego Rzeszy w Lipsku. W tym charakterze od 12 marca 1925 do 12 maja 1925 pełnił funkcję głowy państwa po śmierci prezydenta Rzeszy Friedricha Eberta, do objęcia urzędu przez Paula von Hindenburga.
Z Sądu Najwyższego ustąpił w proteście przeciw niekonstytucyjnej ingerencji rządu w toczący się proces. Od 1929 profesor prawa międzynarodowego na uniwersytecie w Lipsku.